# Папа (спектакль)
Папа — российский спектакль, поставленный режиссёром Юрием Муравицким и драматургом Любовью Мульменко в 2013 году в ростовском театре «18+».

## О спектакле
- Текст — Любовь Мульменко (при участии Сергея Медведева и Марии Зелинской)[1].
- Режиссёр — Юрий Муравицкий.
- Актёры —  Николай Постнов, Алексей Дронов, Александр Овсянников, Александр Павлов, Светлана Лысенкова, Арина Волженская, Анжелика Зайцева, Анна Соколенко, Марина Карлышева, Александр Волженский.
- Композиторы — Папа Срапа, Денис Третьяков, Максим Ильинов[2][3].

Премьерой этого спестакля 31 января 2013 года театр «18+» открыл своё существование. Авторы определили жанр «Папы» как документальный треш-мюзикл, посвященный городу Ростову-на-Дону. Спектакль был создан с применением технологии «вербатим».
В марте 2014 года спектакль участвовал в проекте «Новая пьеса» внеконкурсной программы российского театрального фестиваля «Золотая маска».
Последний показ спектакля состоялся 21 июня 2015 года.

## Цитаты
- «Москвич Муравицкий подписался на ростовскую историю, конечно, не только потому, что город симпатичный, инстаграмь не хочу. Для него важно еще, что театр — негосударственный и не надо ни перед кем отчитываться по художественной части. Точнее, есть инвестор Самойлов, но он живой человек, конкретный, отсюда — другая форма отчетности и другие критерии. Их можно обсуждать, закон не писан. Ну и вторая штука: „18+“ — стартап, а не готовая чья-то башенка с анамнезом»[1] — Любовь Мульменко, 2013.

- «„Папа!“ — редкий пример того, как обыкновенный городской вербатим делается фактом искусства, и реальный город превращается в вотчину фриков, одержимых творцов и просто остроумных интеллигентных людей, воспринимающих жизнь с едкой иронией и черпающих из неё вдохновение. Ростов-на-Дону выглядит в этом спектакле чуть ли не самым сумасшедшим, хаотичным и свободным городом мира, где не бывает вообще ничего невозможного»[5] — Николай Берман, 2014.